# Hemimycena minutissima
Hemimycena minutissima är en svampart som beskrevs av Desjardin 1991. Hemimycena minutissima ingår i släktet Hemimycena och familjen Mycenaceae.   Inga underarter finns listade i Catalogue of Life.